# Рюска, Виллем
Виллем «Вим» Рюска (нидерл. Willem «Wim» Ruska, 29 августа 1940, Амстердам — 14 февраля 2015, Хорн, Северная Голландия) — нидерландский дзюдоист, двукратный чемпион летних Олимпийских игр в Мюнхене (1972), двукратный чемпион мира (1967, 1971), рестлер.

## Спортивная карьера
Он начал свою карьеру дзюдо в возрасте 20 лет у тренера Йона Блюминга, в 1960 отправился в Японию, чтобы обучаться у японских мастеров. Являлся десятикратным чемпионом Нидерландов.
В 1960-х и 1970-х годах он выиграл семь европейских чемпионатов — пять в категории свыше 93 кг (1966—67, 1969, 1971—72) и дважды — в абсолютной категории (1969 и 1972). Дважды побеждал на чемпионатах мира в тяжёлом весе — в Солт-Лейк-Сити (1967) и в Людвигсхафене (1971), становился серебряным призёром в Мехико (1969).
На летних Олимпийских играх 1972 года в Мюнхене выиграл две золотые медали в супертяжёлом весе и в абсолютной категории. После окончания Олимпиады принял решение о завершении любительской карьеры, перейдя в профессионалы. С 1976 по 1980 год выступал в рестлинге в New Japan Pro-Westling и World Wrestling Federation, провёл более 150 поединков. В 1990 включён в Зал славы NJPW — «Клуб величайших 18-ти».
В 2013 году был введён в Зал славы Международной федерации дзюдо.